# Ляхов Володимир Афанасійович
Ля́хов Володи́мир Афана́сійович (нар. 1941 — пом. 2018) — український радянський льотчик-космонавт, двічі Герой Радянського Союзу. Здійснив три польоти в космос: командиром кораблів «Союз-32» і станції «Салют-6» (посадка на «Союзі-34»), «Союз Т-9» і станції «Салют-7», «Союз ТМ-6» з відвідинами станції «Мир» (посадка на «Союзі-ТМ-5») загальною тривалістю 333 доби 7 годин 17 хвилин 37 секунд; три виходи у відкритий космос загальною тривалістю 7 годин 7 хвилин.

### Біографія
Народився 20 липня 1941 року в місті Антрацит Ворошиловградської (нині — Луганської) області Української РСР (нині — Україна) в родині робітника. Батько загинув на фронті під час німецько-радянської війни. Виховувався матір'ю і вітчимом. Після закінчення середньої школи вчився в школі початкового навчання льотчиків, а потім вступив до Харківського вищого авіаційного училища льотчиків.
1964 року закінчив училище і служив у авіаційних частинах Військово-повітряних сил СРСР.
1967 року зарахований до загону радянських космонавтів (Група ВПС № 4). Пройшов повний курс загальнокосмічної підготовки і підготовки до польотів на космічних кораблях типу «Союз» і орбітальних станціях типу «Салют» (ДОС).
Одночасно з підготовкою до космічних польотів вчився у Військово-повітряній академії імені Ю. О. Гагаріна, яку закінчив 1975 року. Потім закінчив школу льотчиків-випробувачів. Освоїв пілотування літаків різних типів, налітав 1300 годин.
Входив до дублерного екіпажу космічного корабля «Союз-29» (разом з Валерієм Вікторовичем Рюміним) при старті 15 червня 1978 року.
Готувався до космічних польотів за програмою «Інтеркосмос». Разом з монгольським космонавтом Ґанзоріґом Майдаржавином був у дублерному екіпажі космічного корабля «Союз-39» при старті 22 березня 1981 року.
Згодом готувався за програмою робіт на борту орбітальної станції «Салют-7». Входив до дублерного екіпажу космічного корабля «Союз Т-8» (разом з Віктором Петровичем Савіних і Олександром Павловичем Александровим) при старті 20 квітня 1983 року.
Готувався до космічних польотів за міжнародними програмами. Входив до дублерного радянсько-болгарського екіпажу космічного корабля «Союз ТМ-5» (разом з Олександром Олександровичем Серебровим і болгарином Красиміром Стояновим) при старті 7 червня 1988 року.
Залишався в загоні космонавтів до 1995 року, працював у Центрі підготовки космонавтів імені Ю. А. Гагаріна.

### Перший політ в космос
25 лютого 1979 року стартував у космос як командир космічного корабля «Союз-32» разом з Валерієм Вікторовичем Рюміним.
26 лютого корабель пристикувався до орбітальної станції «Салют-6» і Ляхов з Рюміним стали третім основним екіпажем станції.
10 квітня запущено космічний корабель «Союз-33» з міжнародним радянсько-болгарським екіпажем Рукавишніков/Іванов. Внаслідок збою в роботі двигуна корабель не зміг пристикуватись до станції і здійснив вимушену посадку 12 квітня.
Ресурс корабля «Союз-32» був розрахований на 90 діб, які спливали 26 травня, тому 6 червня запущено безпілотний космічний корабель «Союз-34», який 8 червня пристикувався до станції.
13 червня «Союз-32», в надійності двигуна якого були сумніви, відстикувався і приземлився без екіпажу.
15 серпня Ляхов разом з Рюміним здійснили позаплановий вихід у відкритий космос для відокремлення антени космічного радіотелескопа КРТ-10, що зачепилась за елементи конструкції станції. Вихід тривав 1 годину 23 хвилини.
19 серпня екіпаж повернувся на Землю на борту космічного корабля «Союз-34».
Політ тривав 175 діб 35 хвилин 37 секунд і був найдовшим на той момент.

### Другий політ в космос
27 червня 1983 року стартував у космос як командир космічного корабля «Союз Т-9» разом з Олександром Павловичем Александровим.
28 червня «Союз Т-9» пристикувався до заднього стикувального порту комплексу «Салют-7» — «Космос-1443» і Ляхов з Александровим стали другим основним екіпажем станції.
26 вересня на космодромі Байконур перед запуском ракетою-носієм «Союз-У» (11А511У) космічного корабля «Союз Т-10-1» з екіпажем Титов/Стрекалов загорілась ракета-носій; за 2 секунди до старту увімкнулась система аварійного рятування космонавтів і спусковий апарат здійснив вдалу посадку за 4 км від Байконуру. Це була спроба запуску корабля до станції «Салют-7».
1 листопада екіпаж станції здійснив вихід у відкритий космос тривалістю 2 години 49 хвилин 12 секунд і розпочав встановлення додаткових панелей сонячних батарей.
3 листопада екіпаж станції здійснив вихід у відкритий космос тривалістю 2 години 55 хвилин 3 секунди і закінчив встановлення додаткових панелей сонячних батарей.
23 листопада екіпаж здійснив посадку на кораблі «Союз Т-9».
Політ тривав 149 діб 10 годин 46 хвилин.

### Третій політ в космос
29 серпня 1988 року стартував у космос як командир космічного корабля «Союз ТМ-6» (разом з Валерієм Володимировичем Поляковим і афганцем Абдул Ахадом Момандом). Впродовж 7 діб працював на борту орбітальної станції «Мир». Повернувся на Землю на борту космічного корабля «Союз ТМ-5» разом з афганським космонавтом Абдул Ахадом Момандом. Після відокремлення орбітального відсіку виникли проблеми в рушійній установці, що змусило космонавтів ще одну добу здійснювати автономний політ, оскільки орбітальний відсік зі стикувальною системою було відстрелено при підготовці до посадки, а радянська територія могла опинитись знову на траєкторії посадки через добу. Посадка здійснена 7 вересня.
Політ тривав 8 діб 20 годин 27 хвилин.

## Нагороди
- Двічі Герой Радянського Союзу (Укази Президії Верховної Ради СРСР від 19 серпня 1979 року і 23 листопада 1983 року).
- Три ордени Леніна.
- Орден Жовтневої Революції.
- Медалі.
- Герой Республіки Афганістан (1988).
- Афганський орден «Сонце свободи».
- Болгарський орден «Народна республіка Болгарія».
- Золота медаль імені К. Е. Ціолковського АН СРСР.
- Орден «За заслуги» III ст. (Україна, 23 липня 2001 р.) — за значний особистий внесок у розвиток космонавтики, зміцнення дружніх взаємозв'язків між Україною та Російською Федерацією[3].